# John Haynes-Williams
John Haynes-Williams est un peintre britannique du XIXe siècle, né en 1836.

## Biographie
Après avoir étudié à Worcester et Birmingham, il arrive à Londres en 1861.

## Œuvre
Peintre rattaché à l'école romantique anglaise et spécialisé dans la peinture de genre, il a principalement développé son activité artistique à Londres et à Birmingham, et a atteint sa maturité en Andalousie (Espagne).
Il est surtout connu pour ses scènes d'inspiration espagnole, montrant souvent des personnages rustiques vaquant à leurs occupations quotidiennes ou des modèles posant dans des costumes traditionnels ou historiques au rendu élaboré.
Connu pour ses scènes de genre, il réalise également quelques vues d'intérieur de palais, notamment du Worcester Guildhall, mais aussi du Château de Fontainebleau : la Salle Ovale (collection particulière) ou encore la Salle du Trône (collection particulière).
- La Mère (La Première, la seule), 1859, Huile sur toile, 41 × 41 cm, York Art Gallery[5]
- La Maternité, années 1860, huile sur toile, 125 × 99 cm, musée de la collection de Jean-Paul II, Varsovie
- Scène d'intérieur avec personnages, 1865, Huile sur toile, 60 × 50 cm, Collection privée, Vente 2020[6]
- La Feria, 1870, Huile sur toile, 79 × 160 cm, Collection privée, Vente 2021[7]
- Mon Elève. vers 1870, Huile sur toile, 73 × 61 cm, Scarborough Art Gallery[8]
- Deux grands hommes du village, 1875, Huile sur panneau, 19 × 14 cm, Collection privée, Vente 2013[9]
- Le Moulin à eau, 1876, Huile sur toile, 35 × 61 cm, Collection privée, Vente 2022[10]
- Le Châle blanc, 1877, Huile sur toile, 45 × 32 cm, Collection privée, Vente 2025[11]
- Ars Longa, Vita Brevis, 1877, Huile sur toile, 129 × 211 cm, Tate Gallery, Londres[12]
- Matador espagnol, 1882, Huile sur toile, 27 × 27 cm, Collection privée, Vente 2025[13]
- La Distraction, 1892, Huile sur toile, 78 × 118 cm, Collection privée, Vente 2015[14]
- George Matthews Arnold, 1894, Huile sur toile, 175 × 145 cm, Gravesham Borough Council, Civic Centre[15]
- Une Beauté endormie, 1897, Huile sur toile, 37 × 29 cm, Collection privée, Vente 2016[16]
- La Guirlande d'Anniversaire, 1901, Huile sur toile, 50 × 91 cm, Collection privée, Vente 2024[17]
- Intérieur romain-antique avec figures, 1901, Huile sur toile, 51 × 76 cm, Collection privée, Vente 2012[18]

Dates non documentées
- La Galerie de François 1er dans le Chateau de Fontainebleau, Huile sur toile, 77 × 117 cm, Collection privée, Vente 2017[19]
- Intérieur de palais, Huile sur toile, 50 × 76 cm, Collection privée, Vente 2017[19]
- Sir Otto Jaffe, Lord Mayor of Belfast (1899 & 1904), Huile sur toile, 145 × 115 cm, Belfast City Hall						[20]

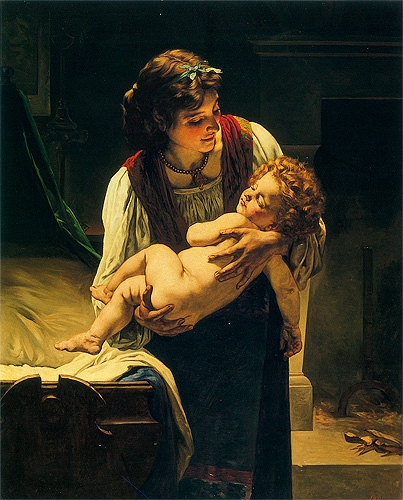
La Maternité, années 1860 musée de la collection de Jean-Paul II, Varsovie
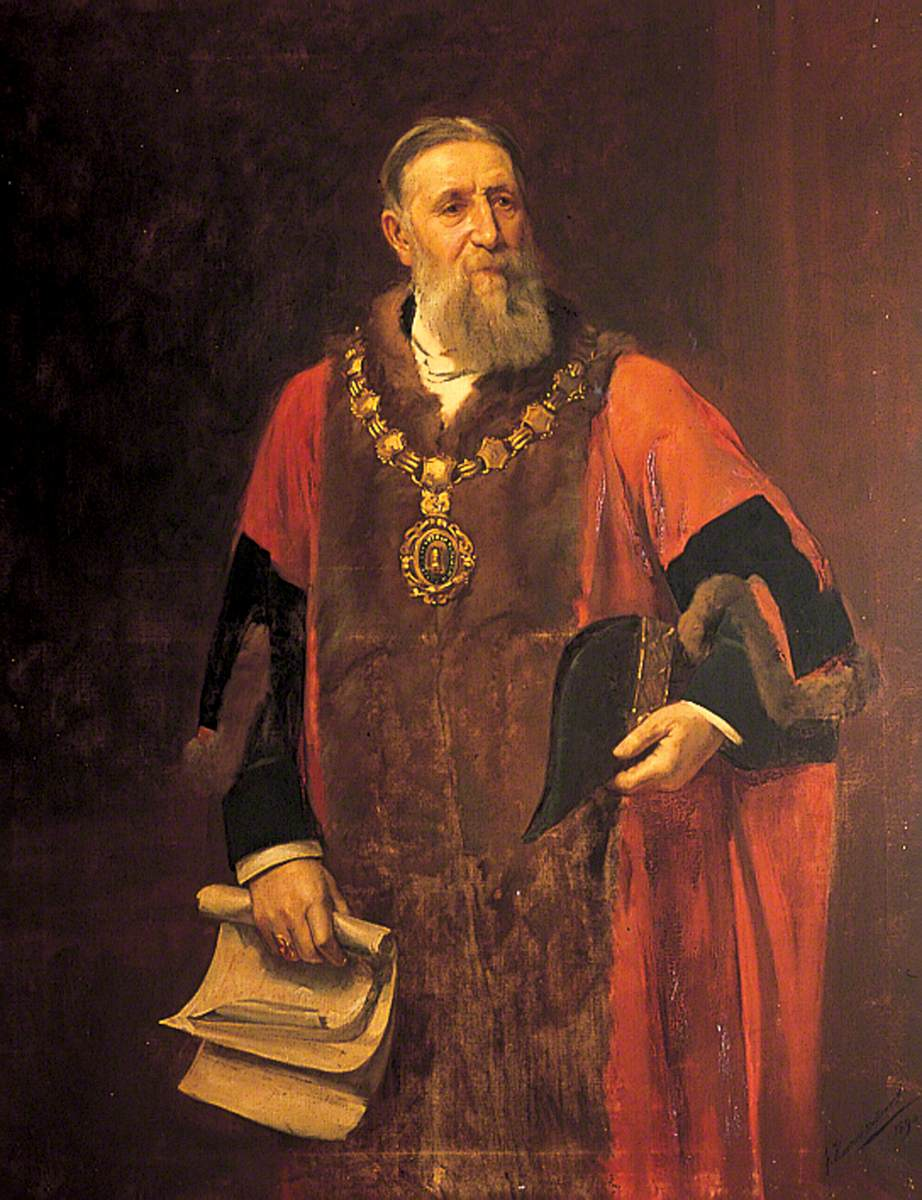
George Matthews Arnold, 1894 Gravesham Borough Council, Civic Centre
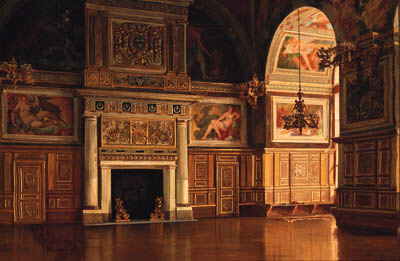
Intérieur de palais Collection privée
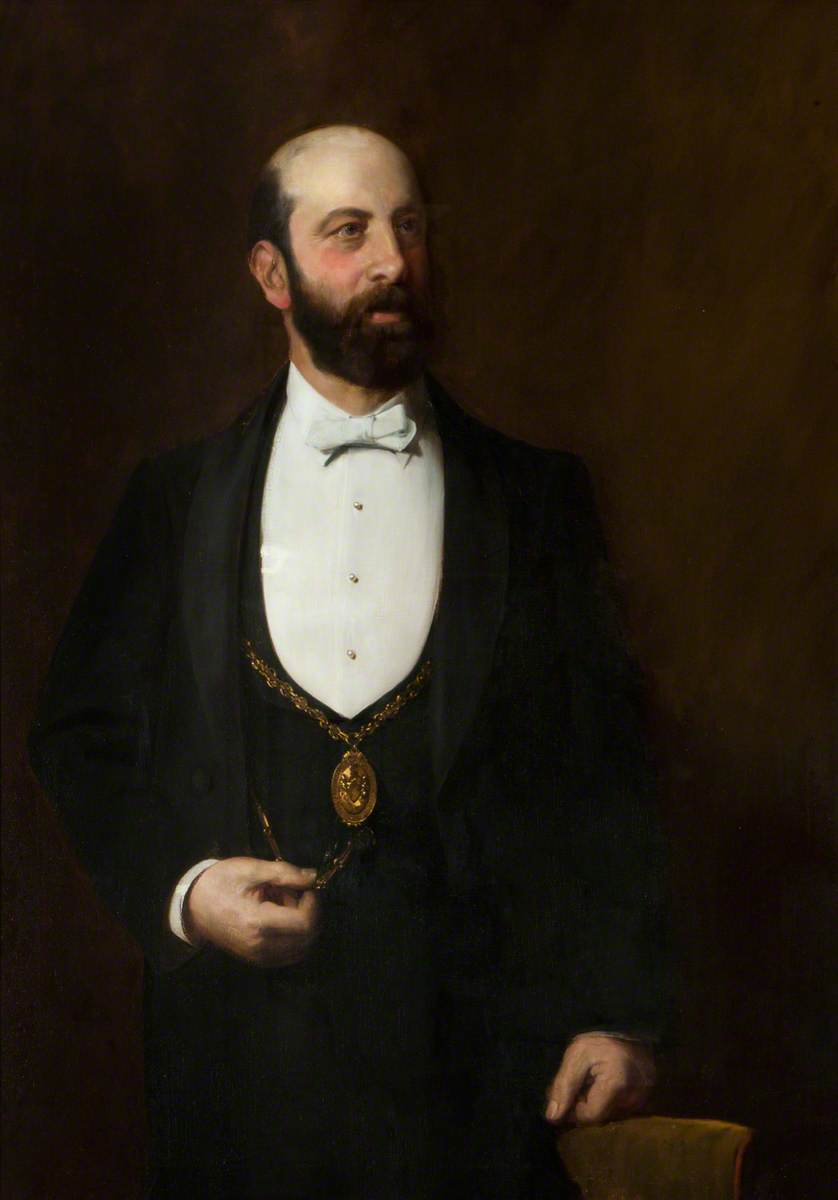
Sir Otto Jaffe, Lord Mayor of Belfast (1899 & 1904) Belfast City Hall